# Droga wojewódzka 935
Droga wojewódzka 935 (DW935) je silnice, nacházející se v Slezském vojvodství v okresech Ratiboř, Wodzisław, Rybnik, Żory a Pszczyna v jižním Polsku. Její délka je 63 km a spojuje město Ratiboř s městem Pszczyna.
Začíná centru města Ratiboř křižovatkou ulic Reymonta a Głubczycké, končí v městě Pszczyna, kde se napojuje na státní silnici 1 (DK1). V Ratiboři překonává řeku Odru.

## Sídla ležící na trase silnice
- Ratiboř (DK45, DW919, DW416, DW916, DW917)
- Rzuchów (DW933)
- Rydułtowy (DW923)
- Rybnik (DK78, DW920, DW925, DW929)
- Żory (A1, DK81, DW924, DW932)
- Suszec
- Radostowice
- Pszczyna (DK1, DW931, DW933, DW939)